# Auguste Widal
Pour les articles homonymes, voir Widal.
Œuvres principales
« Scènes de la vie juive en Alsace » (1860).
Charles Auguste Widal, né  le 3 janvier 1822 à Wintzenheim (Haut-Rhin) et mort le 6 mai 1875 à Paris, est un universitaire, professeur de lettres classiques et d'allemand. Il est connu pour ses traductions de Leopold Kompert et ses études pittoresques sur la vie et les traditions juives en Alsace, publiées sous le pseudonyme de Daniel Stauben.

## Aperçu biographique
Auguste Widal naît dans une famille juive de condition modeste. Il poursuit d’excellentes études au collège de Colmar puis au Lycée Charlemagne de Paris. Dès l'âge de 25 ans, il est nommé professeur suppléant de rhétorique. En 1851, il soutient une thèse de doctorat sur les Divers caractères du Misanthrope chez les écrivains anciens et modernes. Reçu docteur ès lettres, il enseigne la littérature ancienne, tour à tour, dans les universités d'Aix-en-Provence, de Poitiers, puis de Douai. Il termine sa carrière universitaire à l'université de Besançon, où il enseigne l'allemand avant d'être inspecteur général délégué de l'instruction publique tout en conservant sa chaire universitaire.
Il est le frère du médecin militaire Henry Victor Widal (1826-1894) et l'oncle du professeur Fernand Widal.

## Œuvres et publications
- « Culte. Sur la prédication », in: Archives israélites, 1848, t. 9, p. 553-58 , Texte intégral.
- « Sur l'acquittement des accusés des troubles de l'Alsace », in: Archives israélites, 1848, t. 9, p. 413-15, Texte intégral
- Des divers caractères du misanthrope chez les écrivains anciens et modernes, Auguste Durand (Paris), 1851, 105 p., Texte intégral.
- (la) In Taciti dialogum de Oratoribus disputatio, [Thèse en latin], A. Durand (Parisiis), 1851, 62 p., Texte intégral.
- « Lettres sur les mœurs alsaciennes », in: Archives israélites, 1851, tome 12, p. 204-, p. 461-68, Texte intégral.
- « Esquisse sur la vie et les écrits d'un poète israélite allemand », in : Archives israélites, 1852, p. 166-72, Texte intégral.
- Études sur trois tragédies de Sénèque imitées d'Euripides, A. Durand, 1854, 181 p., Texte intégral.
- « Scènes de la vie juive en Alsace », in: Revue des deux mondes:

1. Partie I: « Légendes. Mariages. Funérailles », 1857, 7, p. 345-76, lire en ligne sur Gallica et Texte intégral.
2. Partie II: « Les fêtes israélites du printemps et de l'automne », 1859, 11, p. 124-52, lire en ligne sur Gallica et Texte intégral.

- Scènes de la vie juive en Alsace, Michel Lévy Frères (Paris), 1860, 296 p., Texte intégral, Extraits. (Voir également la Retranscription du texte intégral).
- Études littéraires et morales sur Homère[5]:

1. Première partie, l'Iliade, Volume 1, Hachette (Paris), 1863, 379 p., Texte intégral.

- Juvénal et ses satires, études littéraires et morales[6], Didier (Paris), 1870, Texte intégral.

Traductions
- Leopold Kompert: 
  - Scènes du Ghetto[7], Michel Levy Frères (Paris), 1859, 305 p., Texte intégral.
  - Les juifs de la Bohème, [traduit de l'allemand par Daniel Stauben], Michel Lévy frères (Paris), 1860, 1 vol. (XVI-297 p.) ; in-18, lire en ligne sur Gallica.
  - Nouvelles juives, [traduites de l'allemand avec l'autorisation de l'auteur par Daniel Stauben], Hachette (Paris), 1873, 1 vol. (XXIV-271 p.) ; in-16, lire en ligne sur Gallica.
  - Nouvelles juives, [traduites de l'allemand avec l'autorisation de l'auteur par Daniel Stauben], Hachette (Paris), 1874, 1 vol. (XXIV-270 p.) ; in-16, lire en ligne sur Gallica.
  - Nouvelles juives, [traduites de l'allemand avec l'autorisation de l'auteur, par Daniel Stauben], Hachette et Cie (Paris), 1884, 1 vol. (XXIV-270 p.) ; in-16, lire en ligne sur Gallica.